# Hôtel de Crespy
L'Hôtel de Crespy est un hôtel particulier situé à Angers, en Maine-et-Loire.